# ماوريسيو رايت
ماوريسيو رايت (بالإسبانية: Mauricio Wright)‏ (مواليد 20 ديسمبر 1970) هو لاعب كرة قدم. يلعب مع منتخب كوستاريكا لكرة القدم. سبق له أن لعب في كأس العالم لكرة القدم مع منتخب بلاده.

## روابط خارجية
- ماوريسيو رايت على موقع الاتحاد الدولي (مؤرشف)  (الإنجليزية)
- ماوريسيو رايت على موقع الدوري الأمريكي (الإنجليزية)
- ماوريسيو رايت على موقع قاعدة بيانات كرة القدم.إي يو (الإنجليزية)
- ماوريسيو رايت على موقع ناشيونال فوتبول تيمز (الإنجليزية)
- ماوريسيو رايت على موقع Soccerway.com (الإنجليزية)
- ماوريسيو رايت على موقع كووورة